# ارتش خلق کره
ارتش خلق کره (هانگول: 조선인민군, Chosŏn inmin'gun) که در کرهٔ شمالی عموماً ارتش خلق خوانده می‌شود نیروهای به هم پیوسته نظامی جمهوری دمکراتیک خلق کره است. کیم جونگ-اون فرماندهٔ معظم ارتش خلق کره و رئیس کمیسیون ملی دفاع است. ارتش خلق پنج شاخه دارد که عبارتند از: نیروی زمینی، نیروی دریایی، نیروی هوایی، نیروهای راهبردی موشکی و نیروهای عملیات ویژه.
بودجهٔ سالیانهٔ ارتش حدوداً ۶ میلیارد دلار آمریکا است. سیاست سانگون کرهٔ شمالی به ارتش خلق جایگاهی اصلی در دولت و جامعه می‌دهد.
کرهٔ شمالی با داشتن چهارمین ارتش بزرگ جهان، با ۱٬۱۰۶٬۰۰۰ کارمند مسلح، و حدود ۲۰ درصد از مردان بین ۱۷–۵۴ سال در قوای عادی نظامی، نظامی‌شده‌ترین کشور در جهان امروز است. خدمت نظامی تا ده سال برای بیشتر مردان اجباری می‌باشد. این ارتش حدود ۷٬۷۰۰٬۰۰۰ نیروی ذخیره دارد. این ارتش در شبکهٔ عظیمی از تأسیسات نظامی پراکنده در همهٔ کشور، یک بنیاد بزرگ تولید سلاح، یک سیستم دفاع هوایی متراکم، سومین زرادخانه بزرگ سلاح شیمیایی در جهان و بزرگ‌ترین مجموعهٔ نیروهای عملیات ویژهٔ جهان (با ۱۸۰٬۰۰۰ مرد جنگی) عمل می‌کند.
با وجود تجهیزات قدیمی ناشی از وضعیت بد اقتصادی که نقص عمده قابلیت نظامی کرهٔ شمالی پنداشته می‌شود، این ارتش به دلیل اندازه و نزدیکی به مناطق عمدهٔ غیرنظامی تهدیدی جدی دانسته می‌شود. تا تاریخ ۲۰۱۶, این ارتش با ۵٬۸۸۹٬۰۰۰ کارکنان شبه نظامی، بزرگ‌ترین سازمان شبه نظامی روی زمین است. این تعداد معادل ۲۵٪ جمعیت کره شمالی است.